# حناء

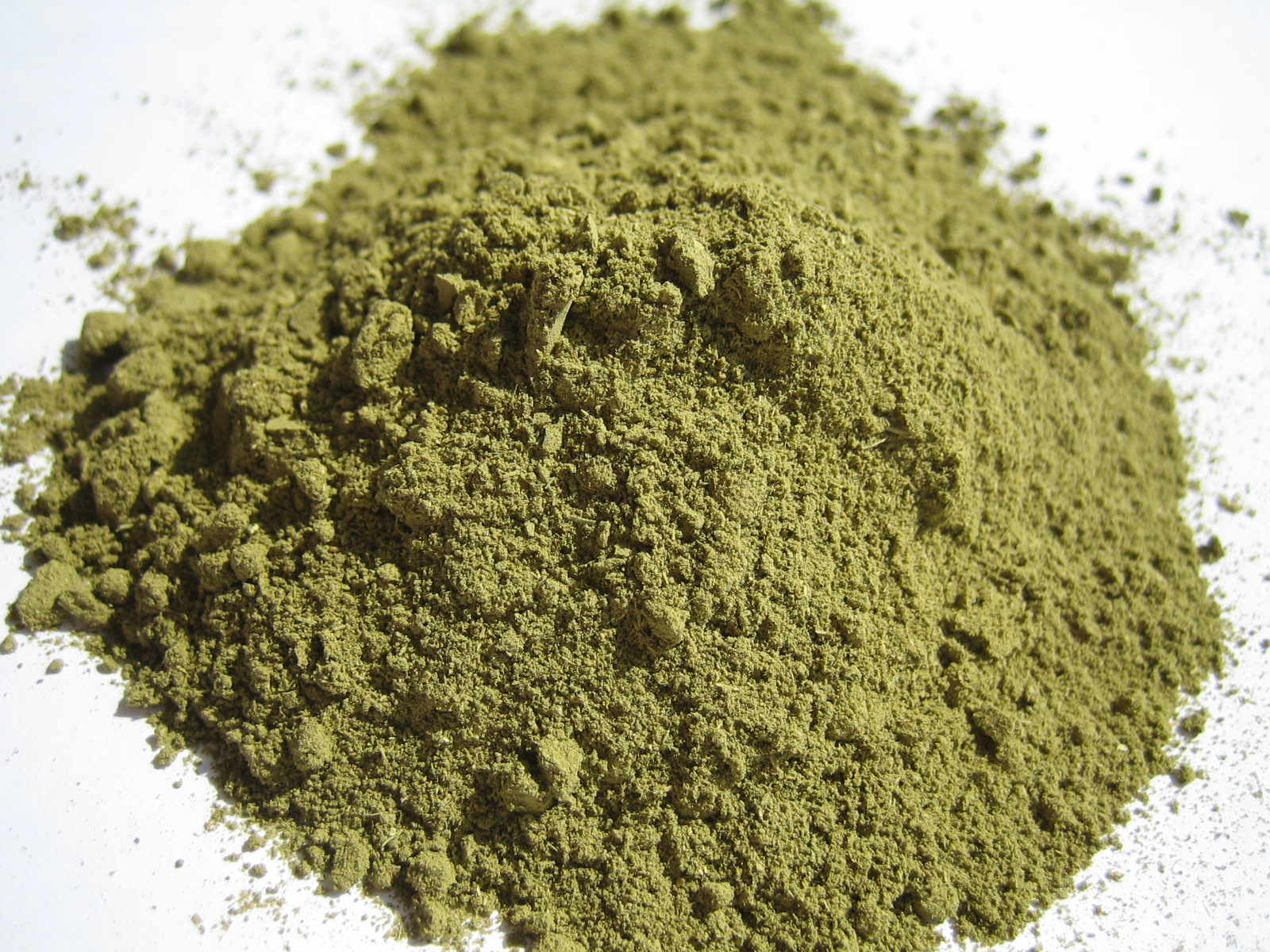
مسحوق الحناء.

الْحِنَّاء هي صبغة محضرة من نبات القناوية، المعروف أيضًا باسم شجرة الحناء، وشجرة Mignonette.
يمكن أن تشير الحناء أيضًا إلى فن الرسم على الجسد المؤقت الناتج عن تلطيخ الجلد بالأصباغ. بعد أن تصل بقع الحناء إلى ذروتها، فإنها تبقى لبضعة أيام، ثم تزول تدريجياً عن طريق التقشير، عادة في غضون أسبوع إلى ثلاثة أسابيع.
تم استخدام الحناء منذ العصور القديمة في مصر القديمة لصبغ الجلد والشعر والأظافر، وكذلك الأقمشة بما في ذلك الحرير والصوف والجلد. تاريخياً، تم استخدام الحناء في غرب آسيا بما في ذلك شبه الجزيرة العربية وفي قرطاج وأجزاء أخرى من شمال إفريقيا وغرب إفريقيا ووسط إفريقيا والقرن الأفريقي و شبه القارة الهندية.
يستخدم اسم «الحناء» في صبغات الجلد والشعر الأخرى، مثل الحناء السوداء والحناء المحايدة، وكلاهما مشتق من نبات الحناء.
تُعتبر الحناء جزءًا أساسيًا من التراث الثقافي المغربي، حيث تُستخدم لتزيين الأيدي والأرجل في المناسبات السعيدة مثل الأعراس والاحتفالات العائلية. يُعتقد أن استخدام الحناء في الاحتفال بالحمل يعكس الفرح والترحيب بالمولود الجديد، ويُعتبر رمزًا للخصوبة والجمال.

## فوائد الحناء الصحية
استُخدم نبات الحناء علاجاً في الثقافات الشرقية لآلاف السنين، واستخدم الزيت واللحاء والبذور للحصول على فوائد الحناء الطبية، لما تحتويه هذه الأجزاء من تركيز عالٍ لمواد كيميائية ومغذيات مفيدة في مقاومة الالتهابات والجراثيم والفيروسات، وأيضًا في خفض ضغط الدم، وغير ذلك الكثير من الفوائد، وهذه الفوائد يسَّرَت قبول الحناء كعلاج عشبي على نطاق واسع في الغرب في الآونة الأخيرة. تشمل فوائد الحناء ما يلي:

### فوائد للشعر
معظم الناس يعتقدون أن الحناء تعمل على تلوين الشعر فقط، إلا أن دورها يتعدى ذلك بكثير، فهي تعمل على تقوية الشعر، والصبغة مؤقتة لا تؤثر على جذور الشعر كالأصباغ الكيميائية الأخرى. كما أنها تعمل على حماية الطبقة الخارجية من الشعرة (الكيوتكل)، مما يمنع التقصف والجفاف، ويعطي للشعر مظهرًا متألقًا، وتساعد الأشخاص الذين يعانون من فقدان الشعر، والذين يعانون من القشرة.

### صحة الأظفار
البشرة المحيطة بالأظفار والجلد الموجود تحتها هي مواقع رئيسية للعدوى نظرًا لوجود البكتيريا، لذا فإن من فوائد حناء اليد أنها تعد واحدةً من الخيارات الجيدة للتعقيم، كما أن شرب منقوع الأوراق يساعد على منع تكسر الأظافر، وأيضًا تقليل الالتهاب، واستخدام الحناء بشكل مباشر على الأظافر يؤدي إلى التقليل من الألم والعدوى والتهيج.

### مكافحة الشيخوخة
على الرغم من أن قدرة الحناء كمضاد للأكسدة لم تتم دراستها على نطاق واسع، فإنه من المعروف أن لزيت الحناء دورًا في معالجة التجاعيد وآثار الشيخوخة الأخرى، هذا بالإضافة إلى دورها في تقليل آثار الندوب والنمش، كما أن خواصها المضادة للفيروسات والبكتيريا يمكن أن تحمي أكبر جهاز في الجسم وهو الجلد. لذا قد تعد مكافحة الشيخوخة واحدة من فوائد الحناء .

### شفاء الجروح
من فوائد الحناء حماية الجلد ضد العدوى، والقضاء على الالتهاب هي واحدة من أبرز استخدامات الحناء، واستُخدمت الحناء على الحروق والجروح والخدوش منذ القدم، ليس فقط لأنها يمكن أن تضيف طبقة عازلة ضد الميكروبات الخارجية، ولكن أيضًا لأنها تحتوي على قدرات تبريد طبيعية تجعلها تمتص الحرارة من الجلد، مما يجعلها مفيدة جدًا لحروق الشمس، ولها نفس قدرة جل الصبار.

### خفض الحمى
عندما يعاني المريض من حمى عالية جدًا كعرَض ثانوي؛ فإن ارتفاع درجة حرارة الجسم يمكن أن يكون خطرًا على وظائف الجسم وعمليات التمثيل الغذائي، وبالتالي؛ فضبط درجة الحرارة الكلية للجسم هو أمر ضروري. من فوائد الحناء أنها من الممكن أن تخفض الحرارة، إما عن طريق تحفيز التعرق أو عن طريق تبريد الجسم.